# Nusatidia aeria
Nusatidia aeria là một loài nhện trong họ Clubionidae.
Loài này thuộc chi Nusatidia. Nusatidia aeria được Eugène Simon miêu tả năm 1897.